# برزوفکا (جمهوری آلتای)
برزوفکا (به لاتین: Berezovka) یک منطقهٔ مسکونی در روسیه است که در جمهوری آلتای واقع شده‌است.